# Athemistus maculatus
Athemistus maculatus är en skalbaggsart som beskrevs av Carter 1926. Athemistus maculatus ingår i släktet Athemistus och familjen långhorningar. Inga underarter finns listade.